# Фтороксивольфрамат калия
Фтороксивольфрамат калия — неорганическое соединение, соль металла калия и фтороксивольфрамовой кислоты, формула K[WO2F3]. При нормальных условиях представляет собой белые кристаллы, плохо растворяется в воде. Образует кристаллогидрат состава K[WO2F3]·H2O.

## Получение
- Вещество получается в ходе реакции:

{\displaystyle {\mathsf {K_{2}[WO_{2}F_{4}]\ {\xrightarrow {HF}}\ K[WO_{2}F_{3}]\downarrow +KF}}}
- Реакция паравольфрамата калия K5[HW6O21] с плавиковой кислотой.

## Физические и химические свойства
Фтороксивольфрамат калия образует белые кристаллы орторомбической сингонии, плохо растворяется в воде.
При нагревании превращается в соединение K2[WO2F4]. Оно образует моногидрат; представляет собой бесцветные кристаллы моноклинной сингонии, растворимо в горячей воде. Его получают реакцией раствора триоксида вольфрама с плавиковой кислотой и с последующим добавлением гидроксида калия. Также существует метод растворения вольфрамата калия в плавиковой кислоте. Гидрат теряет воду при 100 °С, при сильном нагревании (600 °С) разлагается до WO3.